# Frehley’s Comet
Frehley’s Comet war eine 1984 von Ace Frehley gegründete Musikgruppe, die in den späten 1980er Jahren drei Alben veröffentlichte. Frehley war bis dahin vor allem als Gitarrist und Gründungsmitglied von Kiss bekannt.

## Geschichte

### Anfänge
Ace Frehley war mit seinem 1978 veröffentlichten Kiss-Soloalbum der erfolgreichste Musiker der Gruppe gewesen und hatte damit Platz 26 der Billboard 200 erreicht. Außerdem wurde die Single New York Groove ein veritabler Hit, was dazu führte, dass Frehley als Songwriter für Kiss stärker berücksichtigt werden wollte. Dieser Anspruch führte zu Reibungen innerhalb der Gruppe, zusätzlich waren Alkohol- und Drogenprobleme mitverantwortlich dafür, dass Frehley die Gruppe 1982 verlassen musste. 1984 gründete er Frehley’s Comet und nahm mit Eddie Kramer, der bereits das Kiss-Soloalbum produziert hatte, sowie mit Hilfe der Produzenten Vini Poncia, Chris Kimsey und Tony Bongiovi einige Demos auf.
Das Auftrittsdebüt absolvierte die Gruppe im November 1984 in den „S.I.R. Sound Studios“ in New York. Eine der frühesten bekannten Live-Aufnahmen ist ein Bootleg (Back in the Groove), das am 9. März 1985 im New Yorker Club „L’Amour“ aufgenommen wurde und auf dem bereits drei Titel, nämlich Dolls, Stranger in a Strange Land und We Got Your Rock enthalten sind, die sich auch auf dem ersten Studioalbum der Band wiederfinden. Zur Besetzung von Frehley’s Comet gehörten zu dieser Zeit Frehley, John Regan, Richie Scarlet, Arthur Stead und Anton Fig. Ein bereits unterschriebener Plattenvertrag mit Bronze Records verfiel, als das Label bankrottging, doch Frehley gelang es, sich einen Vertrag bei Atlantic/Megaforce zu sichern.

### AlbumFrehley’s Comet
Das Album Frehley’s Comet wurde in den „Right Track Studios“ und den „Sound Ideas Studios“ in New York City sowie in den „Master Sound Studios“ (Astoria, NY) und „Bear Tracks“ (Suffern, NY) aufgenommen und erschien 1987. Es wurde von Eddie Kramer und Ace Frehley produziert. Obwohl es sich um ein Album der Gruppe handelte, wurde auf dem Cover, vermutlich aus Marketinggründen, der Name Ace Frehley platziert, sodass es aussah, als sei es Frehleys Soloalbum mit dem Titel Frehley’s Comet. Frehley’s Comet enthielt zehn Titel, von denen der erste, Rock Soldiers, Frehleys Alkoholeskapaden aus der Zeit nach seinem Rauswurf bei Kiss (besonders die Verfolgungsjagd mit der Polizei vom April 1983, bei der er den Bronx River Parkway in New York mit seinem DeLorean betrunken in die falsche Richtung befuhr und so einen Unfall verursachte) thematisierte. Außerdem befand sich der von Russ Ballard geschriebene Song Into the Night darauf, der durch die Fernsehserie Miami Vice bekannt wurde.
Der Titel Breakout wurde noch zu Frehleys Zeit bei Kiss zusammen mit Eric Carr geschrieben, wo das Lied den Titel Heaven hatte. Das Grundmuster des Songs wurde von Kiss 1992 für den Titel Carr Jam 1981 verwendet, allerdings wurden die Gitarrenspuren von Bruce Kulick neu eingespielt. Der Titel Calling to You stammt ursprünglich von der Band 707, in der Tod Howarth gespielt hatte, dort hatte er jedoch den Titel Megaforce. Für Frehley’s Comet wurde er komplett überarbeitet und dann neu aufgenommen. Den Abschluss bildete das Instrumentalstück Fractured, Too, das die akustische Fortsetzung des Instrumentals Fractured Mirror von Frehley’s 1978 veröffentlichtem Kiss-Soloalbum war.
Das Debüt-Album der Band erreichte am 20. Juni 1987 Platz 43 der Billboard 200 und hielt sich 23 Wochen in den Charts.

### EPLive + 1
1988 veröffentlichte die Band Live + 1, eine EP mit vier Live-Titeln, die am 4. September 1987 im Aragon Ballroom in Chicago aufgenommen worden waren. Außerdem enthielt die CD den Studiotrack Words Are Not Enough. Live + 1 wurde von Ace Frehley, John Regan, Tod Howarth und Scott Mabuchi produziert, erreichte am 12. März 1988 Platz 84 der Billboard 200 und hielt sich 9 Wochen in den Charts.

### AlbumSecond Sighting
Das letzte Album von Frehley’s Comet war Second Sighting. Für Anton Fig saß nun Jamie Oldaker am Schlagzeug, der vor allem durch seine Arbeit mit Eric Clapton bekannt geworden war. Das Album erreichte nur Platz 81 der Billboard 200 und konnte sich nur sieben Wochen darin halten und war von Ace Frehley und Scott Mabuchi produziert worden. Es enthielt 10 Titel, davon ein Instrumental (The Acorn is Spinning). Als Singles wurden Insane und It's Over Now ausgekoppelt.

### VideoalbumLive + 4
Etwa zur gleichen Zeit wie Second Sighting wurde ein VHS-Video mit dem Titel Live + 4 veröffentlicht, das Titel enthielt, die beim Konzert von Frehley’s Comet am 19. März 1988 im Hammersmith Odeon in London (Queen Caroline Street, W6 9QH) aufgenommen worden waren. Zusätzlich enthielt die Cassette die Videoclips zu den Titeln Into The Night und Rock Soldiers vom Debüt-Album sowie Insane und It's Over Now von Second Sighting.

### Ende
In den Monaten nach der Veröffentlichung von Second Sighting tourte die Band unter anderem als Vorgruppe von Iron Maiden. Das letzte Konzert von Frehley’s Comet fand am 2. August 1988 in New Orleans statt, kurz darauf verließ Howarth die Band, wenig später ging auch Jamie Oldaker. Ab Mitte 1989 wurde der Name Frehley’s Comet nicht mehr benutzt und die Band, zu der nun Richie Scarlett (Rhythmusgitarre) und Sandy Slavin (Schlagzeug) gehörten, wurde nur noch Ace Frehley Band genannt.
Obwohl John Regan am Album Trouble Walkin’ beteiligt war, Anton Fig für die Aufnahmen wieder am Schlagzeug saß und Richie Scarlet mit zur Gruppe gehörte, erschien das Album nicht mehr als Produkt von Frehley’s Comet, sondern als Album von Ace Frehley. Das wieder von Eddie Kramer (mit Ace Frehley und John Regan) produzierte Album erreichte trotz (damals) bekannter Mitstreiter (Sebastian Bach und Dave „Snake“ Sabo von Skid Row sowie Peter Criss) nie die Charts.

## Trivia
- Fractured Mirror erfuhr insgesamt drei akustische Fortsetzungen, nämlich Fractured, Too auf Frehley’s Comet, Fractured III auf Ace Frehleys Album Trouble Walkin’(1989) sowie Fractured Quantum auf Anomaly (2009). Außerdem wurde der Song von Panteras Dimebag Darrell[10] sowie von John 5[11] gecovert.
- John Regan produzierte zwei Compilations mit Musik von Frehley’s Comet, wobei das 1997 erschienene Album Loaded Deck zwei bis dahin unveröffentlichte Songs enthielt, nämlich One Plus One und Give It to Me Anyway.[12]

## Diskografie

### Alben
- 1987: Frehley’s Comet (Atlantic / Megaforce Worldwide; 781 749-2)
- 1988: Second Sighting (Atlantic / Megaforce Worldwide; 781 862-2)

### EPs
- 1988: Live + 1 (Atlantic / Megaforce Worldwide; 781 826-2)

### Videoalben
- 1988: Frehley’s Comet: Live + 4 (Atlantic Video; 50131-3)